# Desa Sindangmulya (administrativ by i Indonesien, lat -6,42, long 107,09)
Desa Sindangmulya är en administrativ by i Indonesien.   Den ligger i provinsen Jawa Barat, i den västra delen av landet, 40 km sydost om huvudstaden Jakarta.